# Compositie (XXVI)
Compositie, ook Compositie XXVI genoemd, is een schilderij van de De Stijl-voorman Theo van Doesburg in het Kunstmuseum Basel in de Zwitserse stad Bazel.

## Titel
Op lijst 1 komt het werk voor als 'Compositie XXVI ... 1923 Parijs (met goud veld) New-York', waarbij New York betrekking heeft op de New Yorkse galeriehoudster Jane Heap, in wier bezit het was toen Van Doesburg deze lijst opstelde. In de literatuur wordt het werk echter zonder nummer vermeld.

## Datering
Het is rechtsonder gesigneerd 'TH v D 24'. Van Doesburg voltooide het dus in 1924. Op 6 augustus 1923 was hij er echter al mee bezig, getuige een brief die Van Doesburg die dag aan zijn vriend Antony Kok schreef en waarin staat: 'Het derde [Compositie (XXVI)] wordt ook goed'. De eerste twee werken, die Van Doesburg toen net voltooid had, zijn Compositie XXI en XXV.

## The end of art
Compositie is het laatste werk van wat Van Doesburg in 1926 zijn 'klassiek-abstracte' periode noemde. Hierna spreekt Van Doesburg niet meer van Composities, maar van Contra-composities. Van Doesburg probeerde zich zo af te zetten tegen de, wat hij noemde, 'fundamenteele alom domineerende struktuurelementen der natuur en der architectuur'. Hij vond dat na zeven jaar in de geest van de nieuwe beelding gewerkt te hebben, de tijd was veranderd en dat de nieuwe tijd behoefte had aan meer tegenstelling en af wilde van het dogma van het horizontale en verticale. Bovendien kwam Van Doesburg tot het inzicht dat de kunst minder maakbaar is dan op eerste gezicht lijkt. De kunst komt op de eerste plaats uit het moderne leven voort en niet, zoals bijvoorbeeld in de renaissance, vanuit het individu.

## Herkomst
Omstreeks 1926 was het werk in bezit van Jane Heap, die in New York leiding gaf aan The Little Review Gallery, waar Van Doesburg voorjaar 1925 en voorjaar 1926 exposeerde. Heap verkocht het aan een niet meer te achterhalen galerie, die het doorverkocht aan H.U. Gasser. Gasser verkocht het in 1955 aan Marguerite Hagenbach, de latere echtgenote van Hans Arp, die het in 1968 schonk aan het Kunstmuseum Basel.

## Tentoonstellingen
Compositie (XXVI) maakte deel uit van de volgende tentoonstellingen:
- Sammlung Marguerite Arp-Hagenbach, 4 november 1967-7 januari 1968, Kunstmuseum, Bazel.
- Theo van Doesburg, 13 december 1968-26 januari 1969, Van Abbemuseum, Eindhoven (als Compositie, 1920).
- Theo van Doesburg, 17 februari-23 maart 1969, Gemeentemuseum Den Haag (als Compositie, 1920).
- Theo van Doesburg 1883-1931, 18 april-1 juni 1969, Kunsthalle Neurenberg, Marientor (als Komposition, 1920).
- Konstruktive Kunst, 9 augustus-7 september 1969, Kunsthalle Bazel (als Komposition, 1920).
- Verzameling Marguerite Arp-Hagenbach, 28 juni-16 augustus 1970, Rijksmuseum Kröller-Müller, Otterlo (als Compositie, 1924).
- Van Doesburg and the International Avant-Garde, 20 oktober 2009-3 januari 2010, Stedelijk Museum De Lakenhal, Leiden (als Composition, 1924).
- Van Doesburg and the International Avant-Garde, 4 februari-16 mei 2010, Tate Modern, Londen (idem).